# François Franck
François Franck (ur. 14 września 1904 w Antwerpii, zm. 6 sierpnia 1965) – belgijski hokeista, trzykrotny olimpijczyk.
Zdobył brązowy medal na mistrzostwach Europy w 1924 w Mediolanie. Był uczestnikiem mistrzostw świata w 1933, 1934 i 1935.
Jego młodszy brat Ludovic był żeglarzem sportowym, uczestnikiem igrzysk olimpijskich w 1928 w Amsterdamie i 1948 w Londynie

## Występy na IO
| Rok  | Igrzyska Olimpijskie | Wyniki     |
| 1920 | Antwerpia 1920       | DNS        |
| 1924 | Chamonix 1924        | 7. miejsce |
| 1928 | Sankt Moritz 1928    | 5. miejsce |